# Victor Hugo en Russie et en URSS

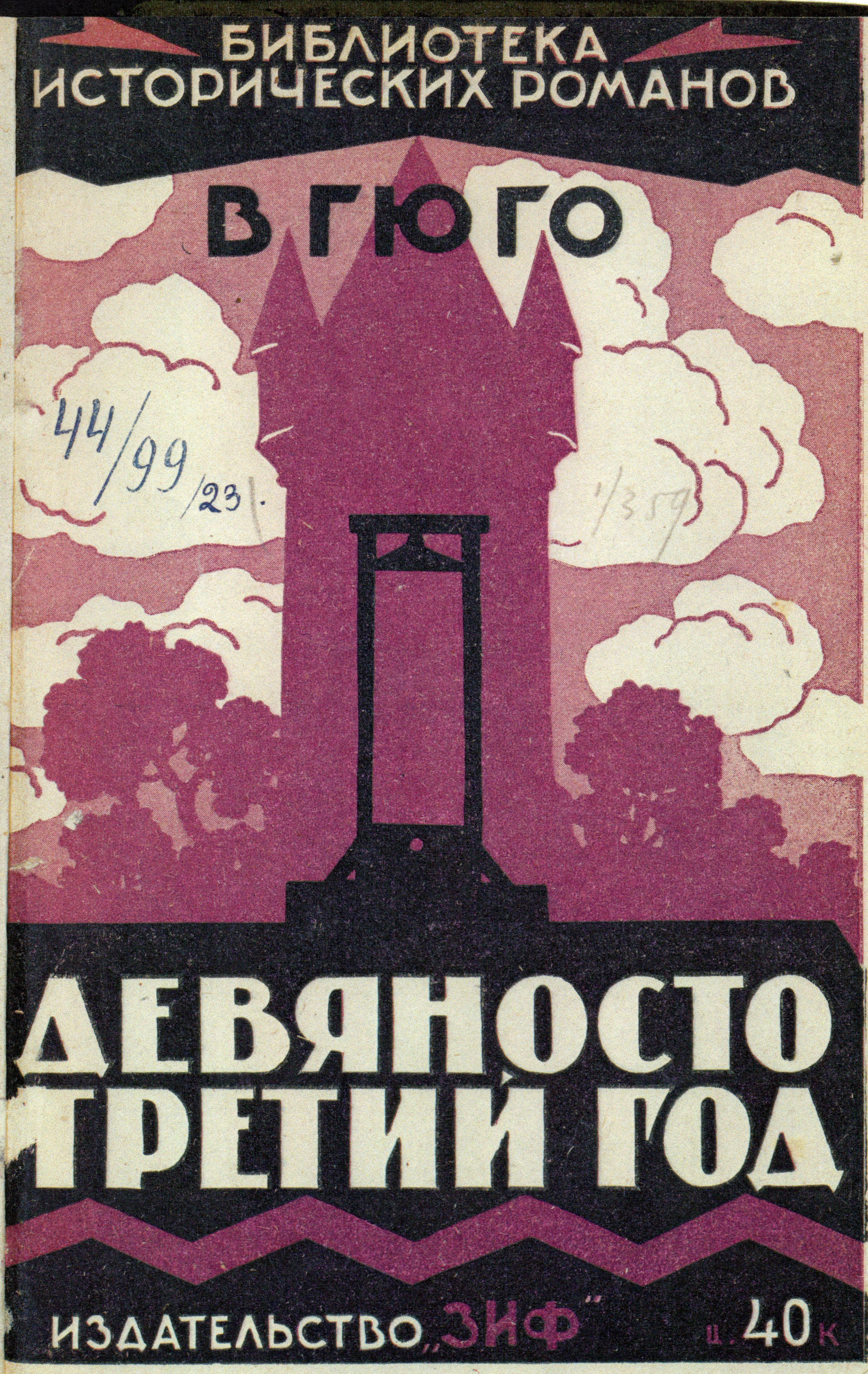
Illustration de couverture d'une traduction du roman Quatrevingt-treize publiée en 1928 par la maison d'édition soviétique Terre et fabrique (Zemlja i fabrika)

Victor Hugo fait partie des écrivains français les plus lus en Russie et en URSS. Il est surtout connu comme romancier.

## Historique
Dès les années 1820, les œuvres de Victor Hugo attirent l’intérêt du public lettré, qui maîtrise souvent le français. Certains sont élogieux, d’autres beaucoup plus critiques, comme le poète Pouchkine. Dans les années 1860, Tolstoï et Dostoïevski s’enthousiasment pour ses romans.
Les Misérables redoublent l’intérêt pour Victor Hugo : la première partie du roman paraît dans cinq revues en 1862, l’année même de sa publication en français (après quoi le roman est interdit). Les autres romans sont également traduits et publiés à plusieurs reprises avant la Révolution de 1917. La poésie et le théâtre, en revanche, intéressent moins.
Certaines œuvres sont victimes de la censure, par exemple Notre-Dame de Paris, dont la traduction ne paraît qu’en 1862, et le roman Les Misérables, interdit de 1862 à 1880 (même si le texte circule en français). Cependant, d’autres textes sont publiés sans encombre, par exemple Quatrevingt-treize, et on trouve des adaptations inspirées de ces textes censurés, notamment de nombreuses adaptations scéniques de Notre-Dame de Paris. Les cas de censure se font très rares à partir des années 1880.
Dès les années 1880, le public des œuvres de Victor Hugo s’élargit, notamment grâce à des éditions bon marché destinées au peuple et à la jeunesse. Victor Hugo acquiert un statut de classique recommandé par les pédagogues et même par les autorités,.
Victor Hugo consolide son statut de classique après la Révolution de 1917. Il fait son apparition dans certains programmes scolaires et ses romans sont diffusés massivement : certaines éditions de Notre-Dame de Paris sont publiées à 800 000 exemplaires. La popularité de Victor Hugo tient également à la publication de deux adaptations pour la jeunesse inspirées des Misérables : Cosette et Gavroche, qui connaissent des tirages allant jusqu’à 2 millions d’exemplaires par édition. Victor Hugo est ainsi un des écrivains étrangers les plus lus en URSS.
Dans les années 1990, après la chute de l’URSS, l’intérêt pour Victor Hugo s’estompe et les éditions de ses œuvres sont moins nombreuses. On observe un regain d’intérêt pour les romans dans les années 2000. Victor Hugo ne fait actuellement plus partie des écrivains français les plus lus (il cède le pas aux écrivains contemporains) mais conserve son statut de classique.

## Avant 1885
Les premiers recueils de vers du jeune poète ne sont pas traduits, mais les Russes lettrés, qui maîtrisent souvent le français, les lisent dans l’original, et les critiques évoquent ces œuvres dans les revues. Des extraits du roman Notre-Dame de Paris (1831) sont publiés en russe avant que les traductions ne soient interdites par la censure. Une partie du public est enthousiaste, d’autres (notamment Pouchkine et Gogol) sont plus réservés voire critiques.  Pouchkine, qui correspond avec Elisabeth Khitrovo, lui écrit : « On conçoit fort bien votre admiration pour la Notre Dame. Il y a bien de la grâce dans toute cette imagination. Mais, mais... je n'ose dire tout ce que j'en pense. ». Ailleurs il est bien plus critique, comme lorsqu'il évoque Cromwell : « Commençons par la tragédie, une des œuvres les plus ridicules d’un homme pourtant non dépourvu de talent »
L’intérêt pour Victor Hugo explose avec la parution des Misérables. Des traductions de la première partie du roman paraissent dans quatre revues dès 1862, l’année même de la parution en France. Le roman est ensuite interdit par la censure jusqu’en 1880, notamment à cause des passages du début du roman où le narrateur critique l’Église. Lev Tolstoï affirme que Les Misérables ont produit sur lui une impression « énorme », et Notre-Dame de Paris une « très grande » impression. Par la suite, tous les romans de Victor Hugo sont publiés par plusieurs éditeurs dès leur parution en français. On trouve également des traductions de la poésie, mais elles sont moins nombreuses et les recueils ne sont jamais traduits en entier. Le théâtre intéresse également moins.

## Au tournant du siècle (1885-1917)
La censure, qui avait touché certaines œuvres au moment de leur parution, n’interfère presque plus. Les œuvres de Victor Hugo font l’objet d’éditions en plusieurs volumes, ce qui montre que l’intérêt pour l’auteur ne faiblit pas. De plus, des adaptations tirées de ses œuvres apparaissent dans la littérature pour enfants et dans la littérature pour le peuple qui se développe rapidement à la fin du XIXe siècle. Ainsi, les éditions « le Médiateur » (Posrednik), dirigées par un proche de L. Tolstoï et auxquelles Tolstoï lui-même participe, publient plusieurs textes inspirés des romans de Victor Hugo : parmi eux, Frère contre frère inspiré de Quatrevingt-treize, Une orpheline en cage dont l’héroïne est la petite Cosette, L’évêque Myriel où on lit l’histoire de la rencontre entre Jean Valjean et l’évêque qui ouvre le roman Les Misérables. Les textes de Victor Hugo sont recommandés par les pédagogues à partir des années 1890 et par le Ministère de l’éducation à partir des années 1900. Grâce à cela, les romans de Victor Hugo sont lus par un public de plus en plus large, et l’auteur acquiert un statut de classique.

## À la période soviétique (1917-1991)
Victor Hugo, défenseur des opprimés, fait partie des écrivains qui ont pu être assimilés par la culture soviétique. Dans les années 1920, on trouve des traductions de ses œuvres, mais aussi des pièces de théâtre inspirées du roman Quatrevingt-treize et des adaptations consacrées au petit Gavroche et à sa participation à l’insurrection de 1832. À partir des années 1930, Victor Hugo connaît une véritable consécration. En effet, Anatoli Lounatcharski, le commissaire du peuple à l’éducation, théorise sa compatibilité avec l’esthétique du réalisme socialiste qui s’impose en 1934. Les œuvres de Victor Hugo sont retraduites et publiées avec des tirages de plus en plus importants (jusqu’à 800 000 exemplaires pour une édition de Notre-Dame de Paris de 1988). Gavroche et Cosette, deux récits inspirés des Misérables, connaissent une diffusion encore plus importante (jusqu’à 2 millions d’exemplaires pour les éditions des années 1980) et sont connus d’une très grande partie des enfants soviétiques.

## Aujourd’hui
L’auteur conserve son statut de classique. Ses romans sont régulièrement réédités, notamment dans des collections destinées aux lycéens, mais les tirages sont bien plus modestes, bien loin de ceux des auteurs français les plus populaires en Russie aujourd’hui tels que Marc Levy ou Michel Houellebecq.

## Histoire de la réception de Victor Hugo en Russie et en URSS
À l’époque soviétique prévaut un discours de rupture avec la période tsariste. Les Soviétiques ont donc prétendu que Victor Hugo avait été victime de la censure à la période tsariste et qu’il n’avait été largement publié et approuvé par le pouvoir que depuis la Révolution de 1917. En réalité, Victor Hugo cesse d’être censuré et devient un classique approuvé dès la fin du XIXe siècle,.